# سليم بالياني
سليم بالياني (بالتركية: Selim Palyani)‏ (مواليد 5 أبريل 1976) هو ملاكم تركي، مثّل بلاده في الألعاب الأولمبية الصيفية 2000.

## روابط خارجية
سليم بالياني على موقع أوليمبيديا (الإنجليزية)